# Blackburn (Familienname)
Blackburn ist ein englischer Familienname und Herkunftsname für einen Bewohner der Stadt Blackburn.

## Namensträger
- Alan Blackburn (1935–2014), englischer Fußballspieler
- Benjamin B. Blackburn (1927–2024), US-amerikanischer Politiker
- Bob Blackburn (* 1938), kanadischer Eishockeyspieler
- Brian Blackburn (* 1928), australischer Turner
- Bunkie Blackburn (1936–2006), US-amerikanischer Automobilrennfahrer
- Charles Bickerton Blackburn (1874–1972), australischer Mediziner und Hochschullehrer
- Charles Ruthven Bickerton Blackburn (1913–2016), australischer Mediziner
- Chase Blackburn (* 1983), US-amerikanischer American-Football-Spieler
- Chris Blackburn (* 1982), englischer Fußballspieler
- Clarice Blackburn (1921–1995), US-amerikanische Schauspielerin
- Cliff Blackburn (* 1928), kanadischer Boxer
- Colin Blackburn, Baron Blackburn (1813–1896), britischer Jurist
- Dan Blackburn (* 1983), kanadischer Eishockeytorhüter
- David Rull N. Blackburn (1845–1903), US-amerikanischer Offizier, Jurist und Politiker
- Derek Blackburn (* 1934), kanadischer Politiker
- Doris Blackburn (1889–1970), australische Politikerin
- Edmond Spencer Blackburn (1868–1912), US-amerikanischer Politiker
- Elizabeth Blackburn (* 1948), australisch-US-amerikanische Molekularbiologin
- Farren Blackburn, britischer Regisseur und Drehbuchautor
- Frédéric Blackburn (* 1972), kanadischer Shorttracker
- George Blackburn (Fußballspieler, 1888) (1888–1954), englischer Fußballspieler
- George Blackburn (Fußballspieler, 1899) (George Frederick Blackburn; 1899–1957), englischer Fußballspieler
- George Blackburn (Footballspieler) (George Edward „Blackie“ Blackburn; 1913–2006), US-amerikanischer American-Football-Spieler und -Trainer
- George G. Blackburn (1917–2006), kanadischer Schriftsteller
- Helen Blackburn (1842–1903), irische Sozialreformerin und Frauenrechtlerin
- Hugh Blackburn (1823–1909), schottischer Mathematiker
- Ian Blackburn (* 2002), neuseeländischer Schauspieler und Synchronsprecher
- Jack Blackburn (1883–1942), US-amerikanischer Boxer
- Jean-Pierre Blackburn (* 1948), kanadischer Politiker
- Jemima Blackburn (1823–1909), schottische Malerin
- Jeremy Blackburn, kanadischer Skispringer
- Joseph Clay Stiles Blackburn (1838–1918), US-amerikanischer Politiker
- Ken Blackburn (* 1935), neuseeländischer Schauspieler und Synchronsprecher
- Lou Blackburn (1922–1990), US-amerikanischer Jazzmusiker
- Luke P. Blackburn (1816–1887), US-amerikanischer Politiker
- Mackenzie Blackburn (* 1992), taiwanischer Shorttracker
- Mark Blackburn (1953–2011), britischer Numismatiker
- Marsha Blackburn (* 1952), US-amerikanische Politikerin
- Maurice Blackburn (Politiker) (1880–1944), australischer Politiker
- Maurice Blackburn (Komponist) (1914–1988), kanadischer Komponist, Dirigent und Klanggestalter für Filme sowie Instrumentenbauer

- Michael Blackburn (* 1970), australischer Segler
- Nick Blackburn (* 1982), US-amerikanischer Baseballspieler
- Norman Blackburn (1930–2018), britischer Mathematiker
- Peter Blackburn (* 1968), australischer Badmintonspieler
- Priya Blackburn (* 1997), britische Schauspielerin
- Quin Blackburn (1899–1981), US-amerikanischer Geodät, Geologe, Bergsteiger und Polarforscher
- Reid Blackburn (1952–1980), US-amerikanischer Fotograf
- Robert Blackburn (1885–1955), britischer Flugzeugkonstrukteur
- Robert E. Lee Blackburn (1870–1935), US-amerikanischer Politiker
- Robin Blackburn (* 1940), britischer Historiker
- Rolando Blackburn (* 1990), panamaischer Fußballspieler
- Simon Blackburn (* 1944), englischer Philosoph
- Sharon Lovelace Blackburn (* 1950), US-amerikanische Juristin
- Tony Blackburn (* 1943), englischer Radiomoderator
- Tyler Blackburn (* 1986), US-amerikanischer Schauspieler und Sänger
- W. Jasper Blackburn (1820–1899), US-amerikanischer Politiker